# Ukrainische Fußballnationalmannschaft (U-17-Juniorinnen)
Die ukrainische U-17-Fußballnationalmannschaft der Frauen repräsentiert die Ukraine im internationalen Frauenfußball. Die Nationalmannschaft untersteht dem Ukrajinska Assoziazija Futbolu und wird seit April 2019 von Serhij Sapronow trainiert.
Die Mannschaft wurde 2007 gegründet und nimmt seither an der Qualifikation zur U-17-Europameisterschaft für die Ukraine teil. Zwar erreichte das Team immer wieder die zweite Qualifikationsrunde, konnte sich bislang jedoch nie für eine EM-Endrunde qualifizieren.
Im Jahr 2022 wäre die ukrainische U-17-Auswahl im neuen Qualifikationssystem als bestplatzierte Mannschaft ihrer Gruppe in Liga A aufgestiegen und hätte dort gegen Spanien, Ungarn und Tschechien um ein EM-Ticket gespielt, doch musste seine Mannschaft im April 2022 wegen des Russischen Überfalls auf die Ukraine zurückziehen. Nach Angaben des Verbands befanden sich einige Spielerinnen auf der Flucht oder mussten die Ukraine vorübergehend verlassen, um sich vor dem Krieg in Sicherheit zu bringen.

## Turnierbilanz

### Weltmeisterschaft
| Jahr   | Gastgeber           | Platzierung        |
| ------ | ------------------- | ------------------ |
| 2008   | Neuseeland          | nicht qualifiziert |
| 2010   | Trinidad und Tobago | nicht qualifiziert |
| 2012   | Aserbaidschan       | nicht qualifiziert |
| 2014   | Costa Rica          | nicht qualifiziert |
| 2016   | Jordanien           | nicht qualifiziert |
| 2018   | Uruguay             | nicht qualifiziert |
| 2021 2 | Indien 2            | – 2                |
| 2022   | Indien              | nicht qualifiziert |

### Europameisterschaft
| Jahr   | Gastgeber               | Platzierung            |
| ------ | ----------------------- | ---------------------- |
| 2008   | Schweiz                 | 1. Qualifikationsrunde |
| 2009   | Schweiz                 | 2. Qualifikationsrunde |
| 2010   | Schweiz                 | 2. Qualifikationsrunde |
| 2011   | Schweiz                 | 1. Qualifikationsrunde |
| 2012   | Schweiz                 | 1. Qualifikationsrunde |
| 2013   | Schweiz                 | 1. Qualifikationsrunde |
| 2014   | England                 | 1. Qualifikationsrunde |
| 2015   | Island                  | 1. Qualifikationsrunde |
| 2016   | Belarus                 | 2. Qualifikationsrunde |
| 2017   | Tschechien              | 1. Qualifikationsrunde |
| 2018   | Litauen                 | 1. Qualifikationsrunde |
| 2019   | Bulgarien               | 1. Qualifikationsrunde |
| 2020 3 | Schweden 3              | – 3                    |
| 2021 3 | Färöer 3                | – 3                    |
| 2022   | Bosnien und Herzegowina | zurückgezogen 4        |
| 2023   | Estland                 | Liga B                 |